# Honky Tonk (instrumental)
"Honky Tonk" é um rhythm and blues instrumental escrito por Billy Butler, Bill Doggett, Clifford Scott e Shep Shepherd.  Doggett a gravou em single de duas partes lançado pela King Records em 1956. Alcançou o número dois por três semanas na parada Billboard Hot 100, e foi o maior sucesso R&B do ano, passando treze semanas não consecutivas no topo das paradas. "Honky Tonk" se tornou a canção assinatura de Doggett e um standard do R&B gravado por muitos outros intérpretes.

## Versão de James Brown
Em 1972, James Brown gravou "Honky Tonk" com sua banda, os The J.B.'s, que foram creditados como "The James Brown Soul Train". A canção foi lançada em single de duas partes e alcançou o número sete da parada R&B e número 44 da parada Pop.

## Outras gravações
- Al Kooper para o álbum de 1994 Rekooperation
- The Beach Boys no álbum Surfin' USA (1963)
- Billy Butler em seu álbum Soul Guitar! (Prestige, 1969)
- Dave Lewis A&M 735 (1964)
- Ace Cannon
- Bill Black's Combo 	1960
- Bill Haley And His Comets  	1961
- Buddy Holly	1964
- Dennis Coffey	1976
- Earl Grant	1958
- Ernie Fields And His Orchestra 	1960
- George Chisholm And The Bluenotes  	1957
- Harvey Mandel 1969
- The Ventures	1960
- The Vikings	1998
- Vincent Lopez And His Orchestra 	1956
- Willie Mitchell	1977
- Joey Dee and the Starliters 1962
- Bobby Keys	1975
- Ray Anthony and his orchestra 1968
- Scat Man Crothers
- Jerry McCain	1966
- Bobby Wayne	1965
- Gene Martin And The Renegades
- The Dave Bevan Quartet	1963
- Ernie Englund And His Orchestra 	1958
- Fats and His Cats	1964
- Het Cocktail Trio	1960
- J.A.L.N. Band	1977
- Lawson-Haggart Rockin' Band	1959
- Les Welch	1958
- Lew Raymond Orchestra  	1956
- Paul Würges	1961
- The Prom Orchestra
- Sam and The Quin Tikis	1965
- Studio B Seven	1956
- Cornell Hurd Band on "Boonville – Live in Mendocino County" 2015